# Vinci
Vinci é uma comuna italiana da região da Toscana, província de Florença, com cerca de 13 765 habitantes. Estende-se por uma área de 54 km², tendo uma densidade populacional de 255 hab/km². Seu aspecto é típico da região da Toscana, sendo provido de exuberantes colinas cobertas de oliveiras e videiras. A comuna possui basicamente dois conjuntos. Um localizado aos pés da colina central, com construçoes mais contemporâneas e outro situado na parte superior da colina central. Esta, destaca-se pelas suas construções medievais e uma vista das colinas toscanas, dando ao visitante a espetacular impressão de ter voltado no tempo. Faz fronteira com Capraia e Limite, Carmignano (PO), Cerreto Guidi, Empoli, Lamporecchio (PT), Quarrata (PT).
A cidade é mais conhecida como o local de nascimento do renascentista Leonardo da Vinci. Sua casa está praticamente intacta e aberta a visitação, sendo a atração principal da comuna, alavancando o turismo na região.

## Demografia
| Variação demográfica do município entre 1861 e 2011                               |
|                                                                                   |
| Fonte: Istituto Nazionale di Statistica (ISTAT) - Elaboração gráfica da Wikipedia |